# Hundemühle
Die Hundemühle ist eine frühere Öl- und Graupenmühle an der Holtemme bei Minsleben zwischen Wernigerode und Silstedt im Landkreis Harz, die heute für Wohnzwecke dient.
Zeitweise trug die Mühle auch den Namen des jeweiligen Besitzers, so in den 1920er Jahren Wesches Mühle. Die ursprüngliche Bezeichnung setzte sich jedoch immer wieder durch.